# Унгарска гвардия
Унгарска гвардия (на унгарски: Magyar Gárda) е де факто паравоенно крило на унгарската националистическа партия Движение за по-добра Унгария (Йоббик).
Тя е основана чрез „клетва за вярност към Унгария“ в замъка Буда, Будапеща на 25 август 2007 г. Разформирована е от съда на Будапеща на 2 юли 2009 г. Ръководител на организацията е Габор Вона, в нея членуват видни политици като Лайош Фюр, бивш министър на отбраната (1990–1994).

## Идеология
Унгарската гвардия твърди, че се стреми към „защита физически, духовно и интелектуално беззащитната Унгария“. Международната преса и нейните противници, като бившият премиер на Унгария Ференц Дюрчани, наричат организацията нео-фашистка и нео-нацистка, подобно на Щурмабтайлунг (СА, кафявите ризи) в Нацистка Германия и фашистката Партия на кръстосаните стрели.
Гвардията е описвана не само от западноевропейската преса, но също и от унгарската като полувоенна организация, гражданско опълчение или дори партийна милиция. Макар че тя никога не е била въоръжена.
Униформата се състои от черни ботуши, черни панталони с бяла риза и черна жилетка с формата на лъв на гърба, както и герб на лицевата страна, черна шапка и шал на червено-бели райета. Гербът на гвардията се основава на този от времето на крал Имре (крал на Унгария)Имре, който е с 9 златни лъва на 4 червени ивици.

## Отношения с Йоббик
На 10 март 2008 г. три водещи фигури подават оставка от Движение за по-добра Унгария (Йоббик): Давид Ковач, създател и лидер на партията, Ервин Наги, председател на комитета и Мартон Фари, бивш председател на етичната комисия на партията. Те посочват унгарската гвардия като причина за подаване на оставка, като посочват, че „Йоббик е слята неразделно с охрана, поемайки отговорност за нещо, което наистина не може да се контролира в дългосрочен план“.
Габор Вона, основател на Унгарската гвардия остава начело на Йоббик.

## Разформироване
Главният прокурор на Унгария повдига обвинения към гвардията, твърдейки, че дейността ѝ се различава от меморандума си. Делото е отлагано неколкократно. В първия ден, членове на гвардията не допускат журналистите от влизане в съда, което води до промяна на съдебните правила.
На 16 декември 2008 г. градският съд на Будапеща като съд на първа инстанция, разформирова организацията, тъй като приема, че дейността на организацията е срещу човешките права на малцинствата, които са гарантирани от Конституцията на Унгария.
Организацията обжалва решението, но то е потвърдено и от съда на Будапеща на 2 юли 2009 г. В резултат на решението, представители на гвардията заявяват, че ще поискат преразглеждане от Върховния съд и в крайна сметка оспорват решението пред Европейския съд по правата на човека в Страсбург като твърдят, че унгарските съдилища се поддават на политически натиск.

## Реорганизация
След разформироването наредено от съда, гвардията опитва да се реорганизира като сдружение на държавна служба, известно като Фондация Унгарска гвардия, ангажирана с културни и национални дейности, а не с политика. Извършва се само една „клетва“ на цереминия и планира да разшири дейността си в цялата страна.
Унгарските власти се противопоставят на подновената дейност, а прокурори твърдят, че създаването на новата организация е обида на предишните решения на съда. През февруари 2010 г. парламентът приема закон, който значително повишава наказанието за участие в забранени организации.